# Каськов Артур Геннадійович
Арту́р Генна́дійович Касько́в (нар. 18 листопада 1991, Новомиколаївка) — український футболіст, нападник аматорського клубу «Таврія-Скіф». Виступав за юнацькі та молодіжну збірні України.

## Клубна кар'єра
Вихованець запорізького футболу, навчався в місцевій СДЮШОР-Металург, за команду якої виступав у змаганнях ДЮФЛ.
2008 року почав виступати за другу команду запорізького «Металурга», а 15 березня 2009 року дебютував у складі основної команди «Металурга» в матчі Прем'єр-ліги України проти київського «Динамо» (поразка 1:3), вийшовши на останніх хвилинах матчу. У сезоні 2008—2009 лише 4 рази виходив на поле, при цьому двічі відзначився забитими голами.
У сезоні 2009—2010 почав регулярно залучатися до ігор головної команди, взявши участь у 24 з 30 матчів «Металурга» в чемпіонаті.
За підсумками сезону 2010/11 «Металург» покинув Прем'єр-лігу і 17 червня 2011 року Каськов перейшов в оренду до одеського «Чорноморця» із правом подальшого викупу. Але одеський клуб не схотів викупати контракт футболіста. Каськов, провівши 15 матчів в чемпіонаті, 12 грудня повернувся в Запоріжжя, допоміг команді вийти назад до Прем'єр-ліги.
У Прем'єр-лізі Каськов став рідко виходити за основну команду і на початку 2013 року разом з одноклубником Максимом Скороходовим перейшов у першоліговий донецький «Олімпік».
Після цього у кар'єрі Артура були нетривалі періоди за «Буковину», «Полтаву» та «Суми», за які футболіст грав у період з 2013 по 2014 роки.
У серпні 2015 року Артур Каськов підписав контракт з «Вересом», за який дебютував 29 серпня у виїзному матчі з новокаховською «Енергією».
У квітні 2016 року став гравцем аматорського клубу «Таврія-Скіф». У липні того ж року перейшов до складу відродженого запорізького «Металурга».
У 2017 році знову повернувся до «Сум», за які зіграв 14 матчів та забив 1 гол.
З 2018 року виступає за «Таврію-Скіф».

## Виступи за збірні
2007 року викликався до юнацької збірної України U-17, у складі якої дебютував 28 серпня у грі проти польських однолітків (нічия 2:2).
Знову почав залучатися до матчів збірних 2009 року, протягом якого грав за юнацькі збірні U-17, U-18 та U-19, за останню з яких грав до 2010 року.
6 вересня 2011 року відіграв повну гру за молодіжну збірну України проти словенських однолітків, яку українці програли з рахунком 0:2. Більше до збірних не викликався.